# Плавання на літніх Олімпійських іграх 1904
Змагання з плавання на літніх Олімпійських іграх 1904 в Сент-Луїсі тривали з 4 до 6 вересня 1904 року в Форест-Парку. Розіграно 9 комплектів нагород: всі серед чоловіків. Змагалися 32 спортсмени з 5-ти країн. Єдиний раз в історії Олімпійських ігор дистанції вимірювалися в ярдах.

## Таблиця медалей
| Місце               | Країна              | Золото | Срібло | Бронза | Загалом |
| ------------------- | ------------------- | ------ | ------ | ------ | ------- |
| 1                   | Німеччина (GER)     | 4      | 2      | 2      | 8       |
| 2                   | США (USA)           | 3      | 3      | 4      | 10      |
| 3                   | Угорщина (HUN)      | 2      | 1      | 1      | 4       |
| 4                   | Австралія (AUS)     | 0      | 3      | 1      | 4       |
| 5                   | Австрія (AUT)       | 0      | 0      | 1      | 1       |
| Загалом (5 збірних) | Загалом (5 збірних) | 9      | 9      | 9      | 27      |

## Медалі за дисциплінами
| Дисципліни                      | Золото                                                                                 | Срібло                                                                                 | Бронза                                                                                  |
| ------------------------------- | -------------------------------------------------------------------------------------- | -------------------------------------------------------------------------------------- | --------------------------------------------------------------------------------------- |
| 50 ярдів вільним стилем         | Золтан Халмаі (HUN)                                                                    | Скотт Лірі (USA)                                                                       | Чарлз Деніелс (USA)                                                                     |
| 100 ярдів вільним стилем        | Золтан Халмаі (HUN)                                                                    | Чарлз Деніелс (USA)                                                                    | Скотт Лірі (USA)                                                                        |
| 220 ярдів вільним стилем        | Чарлз Деніелс (USA)                                                                    | Френсіс Ґейлі (AUS)                                                                    | Еміль Рауш (GER)                                                                        |
| 440 ярдів вільним стилем        | Чарлз Деніелс (USA)                                                                    | Френсіс Ґейлі (AUS)                                                                    | Отто Вале (AUT)                                                                         |
| 880 ярдів вільним стилем        | Еміль Рауш (GER)                                                                       | Френсіс Ґейлі (AUS)                                                                    | Геза Кішш (HUN)                                                                         |
| 1 миля вільним стилем           | Еміль Рауш (GER)                                                                       | Геза Кішш (HUN)                                                                        | Френсіс Ґейлі (AUS)                                                                     |
| 100 ярдів на спині              | Вальтер Брак (GER)                                                                     | Ґеорґ Гоффманн (GER)                                                                   | Ґеорґ Захаріас (GER)                                                                    |
| 440 ярдів брасом                | Ґеорґ Захаріас (GER)                                                                   | Вальтер Брак (GER)                                                                     | Джем Генді (USA)                                                                        |
| 4×50 ярдів вільним стилем relay | США (USA) Нью-Йоркський спортивний клуб Джо Радді Лео Ґудвін Луїс Гендлі Чарлз Деніелс | США (USA) Чиказька спортивна асоціація Девід Геммонд Білл Таттл Гуґо Ґетц Реймонд Торн | США (USA) Спортивний клуб Міссурі Амеді Рейберн Ґвінн Еванс Марквард Шварц Білл Ортвейн |

## Країни-учасниці
Змагалися 32 плавці з 5-ти країн.
- Австрія  (1)
- Австралія  (1)
- Німеччина  (4)
- Угорщина  (2)
- США  (24)

## Нотатки
1. 1 2 3 4  Ґейлі народився в Брисбені (Австралія), але потім емігрував до США і 1906 року став натуралізованим громадянином цієї країни: на Олімпійських іграх 1904 його спонсором був Олімпійський клуб Сан-Франциско. Міжнародний олімпійський комітет раніше зараховував чотири медалі Ґейлі до активу США, але нині відносить їх до Австралії.